# Kaiji: Final Game
Kaiji: Final Game (カイジ ファイナルゲーム?, Kaiji Fainaru Gēmu) è un film giapponese del 2020 basato sulla serie manga Kaiji, scritto e illustrato da Nobuyuki Fukumoto. È l'ultima puntata di una trilogia diretta da Tōya Satō e presentata in anteprima in Giappone il 10 gennaio 2020. A differenza dei primi due film precedenti, Kaiji: The Ultimate Gambler e Kaiji 2, Kaiji: Final Game non è basato su una parte specifica della serie ed è una storia completamente originale scritta da Fukumoto.

## Trama
Nel 2020 in Giappone dopo le Olimpiadi di Tokyo, la nazione sta sperimentando un rapido collasso economico. L'iperinflazione destabilizza la società, mentre l'insolvenza del governo porta a un diffuso sfruttamento dei lavoratori. Kaiji Itō, che vive in povertà, lotta con la sopravvivenza quotidiana quando scopre che il suo ex sorvegliante Tarō Ōtsuki è diventato presidente del conglomerato Teiai. Ōtsuki recluta Kaiji per partecipare alla "Torre di Babele", un evento di gioco d'azzardo ad alto rischio progettato per intrattenere le élite ricche offrendo ai partecipanti disperati una possibilità di fortuna. I giochi successivi, tra cui il "Giudizio finale", il letale "Salto onirico" e il modificato "Gold Rock Paper Scissors", mettono alla prova sia le abilità di gioco di Kaiji che la sua capacità di sopravvivere al sistema di sfruttamento di Teiai. Con l'intensificarsi delle sfide, Kaiji deve fare affidamento sul suo ingegno per affrontare i giochi mortali e affrontare la corruzione del conglomerato.

## Personaggi
- Kaiji Itō interpretato da Tatsuya Fujiwara
- Kanako Kirino interpretata da Nagisa Sekimizu
- Minato Hirose interpretato da Mackenyu
- Kōsuke Takakura interpretato da Sōta Fukushi
- Yoshihiro Kurosaki interpretato da Kōtarō Yoshida
- Tarō Ōtsuki interpretato da Suzuki Matsuo
- Rinko Endō interpretata da Yūki Amami
- Kōtarō Sakazaki interpretato da Katsuhisa Namase
- Keiji Nishino interpretato da Ikusaburo Yamazaki
- Shigeru Tōgō interpretato da Masatō Ibu
- Taichi Sugawara interpretato da Toshiki Seto
- Sfidante al Giudizio Universale interpretato da Mariko Shinoda
- Sōichirō Shibusawa interpretato da Akio Kaneda
- Tsuyoshi Takase interpretato da Gōki Maeda

## Colonna sonora
Yugo Kanno ha composto la musica per il film. La colonna sonora originale è stata pubblicata l'8 gennaio 2020.

## Distribuzione
Nel maggio 2019, Kaiji: Final Game, il terzo e ultimo film della trilogia live-action di Kaiji. con una storia completamente originale di Nobuyuki Fukumoto, è stato annunciato.
Kaiji: Final Game è uscito nelle sale il 10 gennaio 2020 in Giappone.
Il film è stato presentato in anteprima a Singapore il 5 marzo 2020. Originariamente era previsto che fosse presentato in anteprima in Malesia il 19 marzo 2020, ma è stato ritardato a causa della pandemia di COVID-19 e il film è uscito il 1º luglio 2020. Il film è uscito in Indonesia il 9 dicembre 2020.

## Media
Una novelizzazione del film scritta da Van Madoy è stata pubblicata da Kōdansha il 14 novembre 2019.

## Accoglienza

### Incassi
Durante il weekend di apertura, Kaiji: Final Game si è classificato al #2 al botteghino giapponese, guadagnando ¥ 362 milioni ($ 3,29 milioni) e guadagnando ¥ 616 milioni ($ 5,60 milioni) dal 10 al 13 gennaio. Il film è rimasto al #2 nel suo terzo fine settimana e ha guadagnato ulteriori ¥ 198.153.400 ($ 1,81 milioni). Il film è sceso al #4 nel suo quarto fine settimana e ha guadagnato ¥ 120.022.950 ($ 1,10 milioni). Il film è sceso dal #8 al #10 nel suo sesto weekend e ha guadagnato ¥ 35.480.750 ($ 323.000). A febbraio 2020, Kaiji: Final Game aveva incassato ¥ 1.935.549.950 ($ 17,62 milioni). A dicembre 2020, ha incassato 2,06 miliardi di yen (19,29 milioni di dollari) in Giappone, e 14.608 dollari in Vietnam, per un totale di 19.914.608 dollari in Asia. 

### Critica
Marcus Goh di Yahoo! Style ha dato al film 3,5 su 5. Goh ha commentato che l'inizio del film è forte, mostrando le terribili difficoltà in cui Kaiji è caduto e lo ha considerato come un "mite commento politico sul mercato del lavoro in Giappone". Ha elogiato il primo gioco mostrato nel film, la Torre di Babele, ma ha affermato che il resto dei giochi è "poco brillante nell'esecuzione", e sebbene abbia detto che la varietà di sfide di gioco d'azzardo cattura lo spirito della serie manga originale, il film importa alcuni elementi dall'opera originale che "non funzionano così bene con attori umani reali". Goh ha concluso: "Kaiji: Final Game riecheggia bene lo spirito del manga e dell'anime rimanendo fedele agli elementi che lo hanno reso popolare. Tuttavia, si avvicina un po' 'troppo, risultando in segmenti che sembrano imbarazzanti quando tradotti in un film live-action. Tuttavia, i fan saranno felici di vedere un altro film di Kaiji sul grande schermo".
Tay Yek Keak di Today nella sua recensione di Kaiji: Final Game, lo ha considerato "abbastanza piacevolmente affascinante e intellettualmente stimolante", perché in questo terzo capitolo "l'ambizione è cresciuta molto di più. Più grande di dimensioni nazionali, in effetti." Keak ha detto che Fujiwara nel suo ruolo di Kaiji sembra esattamente come era nel primo film, e che l'unica cosa che dimostra che sono passati 11 anni dal primo film è che "il principale gioco del vincitore prende tutto qui è più sedentario e meno energico". Keak ha infine aggiunto che "è lungo, è pieno di cliché stravaganti in cui i film giapponesi amano indulgere e può sembrare un giocattolo giovanile per i non iniziati. Ma mi piace l'oscura apocalisse finanziaria proposta qui, che è abbastanza tristemente emozionante solo per riflettere".